# Мазур, Наталия Николаевна
Ната́лия Никола́евна Ма́зур — российский литературовед, искусствовед, историк искусства; организатор науки и образования. Кандидат филологических наук, профессор факультета истории искусств Европейского университета в Санкт-Петербурге (ЕУСПб). Первый проректор ЕУСПб.

## Биография
В 1988—1993 годах училась на филологическом факультете Московского государственного университета имени М. В. Ломоносова (МГУ), который окончила с отличием. В 2000 году защитила в МГУ диссертацию на соискание учёной степени кандидата филологических наук на тему «Жизнь и мировоззрение А. С. Хомякова в „дославянофильский“ период (1804—1837)».
В 1994—1995 годах была лектором русского языка на факультете литературы и философии Istituto Universitario Orientale (Неаполь, Италия). C 1996 по 2015 год — старший научный сотрудник Института мировой культуры МГУ. В 2007—2012 годах — доцент Института высших гуманитарных исследований Российского государственного гуманитарного университета. С августа 2011 года — профессор факультета истории искусств Европейского университета в Санкт-Петербурге (ЕУСПб), с октября 2018 года — первый проректор университета; в 2015—2016 годах была директором программы MARCA (MA in Russian Cultural History and Arts) ЕУСПб.
Была приглашённым профессором Центра итало-германских исторических исследований (Centro per gli studi storici italo-germanici) (Тренто, 2001), кафедры философии и культурного наследия (Dipartimento di filosofia e beni culturali) Университета Ка-Фоскари (Венеция, 2014, 2017), Венецианского международного университета (Venice International University) (Венеция, 2015).
Свободно владеет английским и итальянским языками, читает и переводит с французского, испанского и немецкого языков.

## Участие в научной экспертизе
- 2013 — эксперт ANVUR VQR 2004—2010 (проект по оценке научно-исследовательской работы в Республике Италия)[1]
- 2013 — эксперт проекта «Карта российской науки» (Минобрнауки России)[1]
- 2014 — эксперт проекта по оценке российских научных изданий (НИУ ВШЭ «Высшая школа экономики»)[1]
- 2016 — эксперт ANVUR VQR 2011—2014 (проект по оценке научноисследовательской работы в Республике Италия)[1]
- 2013 — по настоящее время — член Академического совета в Venice International University (Венеция, Италия)[1]

## Организация конференций, мастер-классов, выставок
- 1999 — сокуратор выставки «Gulag: il sistema dei lager in URSS» (Milano,Italia; декабрь 1999 — апрель 2000)[1]
- Декабрь 1997 — ответственный секретарь конференции "V Международный Лотмановский Конгресс: Культура и власть: идеологическое строительство в России (конец XVII — начало XX века) (ИВГИ РГГУ, Москва)[1]
- Декабрь 1998 — ответственный секретарь конференции «VI Международный Лотмановский Конгресс: Городская топика и символика в России XVIII—XX века» (ИВГИ РГГУ, Москва)[1]
- Декабрь 1999 — ответственный секретарь конференции «VII Международный Лотмановский Конгресс: Социальные и культурные механизмы памяти в русской культуре XVIII—XX века: от анекдота до монумента» (ИВГИ РГГУ, Москва)[1]
- Декабрь 2003 — ответственный секретарь конференции « XI Международный Лотмановский Конгресс: Комментарий как историческая и культурная проблема» (ИВГИ РГГУ, Москва)[1]
- Декабрь 2004 — ответственный секретарь конференции «XII Международный Лотмановский Конгресс: Семиотика повседневности» (ИВГИ РГГУ, Москва)[1]
- Декабрь 2007 — ответственный секретарь конференции "XV Международный Лотмановский Конгресс: «Qui pro quo, или Семиотика ошибки» (ИВГИ РГГУ, Москва)[1]
- Декабрь 2009 — ответственный секретарь конференции "XVII Международный Лотмановский Конгресс: «„Вещи, о которых не…“: конструируя дозволенное» (ИВГИ РГГУ, Москва)[1]
- Май 2012 — организация мастер-класса Ричарда С. Вортмана (James Bryce Professor Emeritus at the Columbia University) в Европейском университете в Санкт-Петербурге[1]
- Декабрь 2012 — организация мастер-класса Юрия Цивьяна (William Colvin Professor at the University of Chicago) в Европейском университете в Санкт-Петербурге[1]
- Декабрь 2012 — ответственный секретарь конференции "XХ Международный Лотмановский Конгресс: «Слово и изображение» (Европейский университет в Санкт0-Петербурге — ИВГИ РГГУ, Москва)[1]
- Октябрь 2013 — организация мастер-класса Карло Гинзбурга (Scuola Normale Superiore di Pisa) в Европейском университете в Санкт-Петербурге[1]
- Декабрь 2013 — организация международной конференции «Italianità как культурный конструкт: русская перспектива» в Европейском университете в Санкт-Петербурге[1]
- Декабрь 2014 — организация семинара «Воспитание взгляда: парадоксы Дидро» в Европейском университете в Санкт-Петербурге[1]
- Февраль 2015 — организация мастер-класса Евы Берар (EHESS, Paris) в Европейском университете в Санкт-Петербурге[1]
- Май 2019, 2018, 2017 года — член организационного комитета международной конференции "После (пост)-фотографии-3. Европейский университет в Санкт-Петербурге[1]
- Март-июнь 2018 года — куратор Открытого университета (совместный проект Европейского университета в Санкт-Петербурге, Государственного Эрмитажа, образовательного портала «Арзамас» и Российской Государственной Библиотеки (Москва). Цикл лекций: Искусство видеть[1]
- Февраль — июнь 2019 года — куратор (совместно с Марией Неклюдовой) Открытого университета (совместный проект Европейского университета в Санкт-Петербурге, Шанинки (Московская высшая школа социальных и экономических наук), образовательного портала «Арзамас» и Российской Государственной Библиотеки (Москва). Цикл лекций «Суеверия, страхи и страсти: из чего рождается дух эпохи»[1]

## Участие в общественных организациях
- Член Общественного Совета при Рособрнадзоре (2016—2018)[1]